# Brunéi en los Juegos Olímpicos de Sídney 2000
Brunéi estuvo representado en los Juegos Olímpicos de Sídney 2000 por dos deportistas masculinos que compitieron en dos deportes.
El portador de la bandera en la ceremonia de apertura fue el atleta Haseri Asli. El equipo olímpico bruneano no obtuvo ninguna medalla en estos Juegos.